# Denso Airybees 2018-2019
Questa voce raccoglie le informazioni riguardanti le Denso Airybees nella stagione 2018-2019.

## Organigramma societario
Area direttiva
- Presidente: Masato Nagata

Area organizzativa
- General manager: Yūshi Yamaguchi

Area tecnica
- Allenatore: Gen Kawakita
- Assistente allenatore: Hiro Kameyama, Hitomi Imura, Yūsuke Nakamura
- Scoutman: Kenji Suzuki

## Rosa
| N° | Nome             | Ruolo | Data di nascita  | Nazionalità sportiva |
| -- | ---------------- | ----- | ---------------- | -------------------- |
| 1  | Minami Nakamoto  | S     | 14 maggio 1997   | Giappone             |
| 2  | Haruka Sekiyama  | C     | 21 dicembre 1998 | Giappone             |
| 3  | Yui Asahi        | S     | 13 giugno 1994   | Giappone             |
| 5  | Riho Ōtake       | C     | 23 dicembre 1993 | Giappone             |
| 6  | Yuko Suzuki      | P     | 12 agosto 1988   | Giappone             |
| 7  | Kozue Hayasaka   | P     | 24 giugno 1993   | Giappone             |
| 8  | Airi Tahara      | P     | 19 luglio 1996   | Giappone             |
| 9  | Mikiha Oguchi    | L     | 1º maggio 1993   | Giappone             |
| 10 | Chitose Nakagawa | L     | 26 novembre 1993 | Giappone             |
| 11 | Mika Yamada      | L     | 22 giugno 1993   | Giappone             |
| 12 | Momoko Ishibashi | L     | 5 giugno 1998    | Giappone             |
| 15 | Yurie Nabeya     | S     | 15 dicembre 1993 | Giappone             |
| 17 | Asuka Nomura     | C     | 23 luglio 1994   | Giappone             |
| 18 | Sinead Jack      | C     | 8 novembre 1993  | Trinidad e Tobago    |
| 20 | Reina Tokoku     | S     | 28 aprile 1999   | Giappone             |
| 21 | Rei Kudo         | S     | 5 dicembre 1997  | Giappone             |
| 22 | Mizuho Ishida    | S     | 22 gennaio 1988  | Giappone             |
| 23 | Rena Sano        | S     | 19 aprile 1999   | Giappone             |
| 24 | Yuki Hyodo       | S     | 19 ottobre 1998  | Giappone             |

## Statistiche

### Statistiche dei giocatori
| Giocatrice   | V.League Division 1 | V.League Division 1 | V.League Division 1 | V.League Division 1 | V.League Division 1 |
| Giocatrice   | P                   | PT                  | AV                  | MV                  | BV                  |
| ------------ | ------------------- | ------------------- | ------------------- | ------------------- | ------------------- |
| Y. Asahi     | 27                  | 161                 | 147                 | 12                  | 2                   |
| K. Hayasaka  | 14                  | 14                  | 8                   | 4                   | 2                   |
| Y. Hyodo     | 27                  | 46                  | 37                  | 1                   | 8                   |
| M. Ishibashi | 2                   | 0                   | 0                   | 0                   | 0                   |
| M. Ishida    | 25                  | 188                 | 151                 | 21                  | 16                  |
| S. Jack      | 27                  | 452                 | 363                 | 74                  | 15                  |
| R. Kudo      | 27                  | 183                 | 168                 | 9                   | 6                   |
| Y. Nabeya    | 27                  | 394                 | 356                 | 19                  | 19                  |
| C. Nakagawa  | 27                  | 0                   | 0                   | 0                   | 0                   |
| M. Nakamoto  | 26                  | 62                  | 57                  | 1                   | 4                   |
| A. Nomura    | 23                  | 109                 | 62                  | 26                  | 21                  |
| M. Oguchi    | 27                  | 0                   | 0                   | 0                   | 0                   |
| R. Ōtake     | 13                  | 22                  | 14                  | 8                   | 0                   |
| R. Sano      | 11                  | 19                  | 15                  | 0                   | 4                   |
| H. Sekiyama  | 18                  | 24                  | 14                  | 3                   | 7                   |
| Y. Suzuki    | 15                  | 0                   | 0                   | 0                   | 0                   |
| A. Tahara    | 27                  | 22                  | 10                  | 6                   | 6                   |
| R. Tokoku    | 9                   | 53                  | 50                  | 3                   | 0                   |
| M. Yamada    | 10                  | 0                   | 0                   | 0                   | 0                   |

P = presenze; PT = punti totali; AV = attacchi vincenti; MV = muri vincenti; BV = battute vincenti

NB: Non sono disponibili i dati relativi alla Coppa dell'Imperatrice, al Torneo Kurowashiki e di conseguenza quelli totali